# Auslandstätigkeitserlass
Der Auslandstätigkeitserlass (ATE) ermächtigt die Finanzbehörden in den Fällen der § 34c Abs. 5 und § 50 Abs. 4 EStG, unbeschränkt steuerpflichtige Arbeitnehmer, die im Ausland tätig sind, von der Besteuerung auszunehmen.
Dies ist nur möglich, wenn
- es sich um einen inländischen Arbeitgeber handelt,
- mit dem Land kein Doppelbesteuerungsabkommen besteht,
- die Dauer der Tätigkeit ununterbrochen über drei Monate beträgt und
- die Tätigkeit im Zusammenhang mit der Aufstellung oder Instandhaltung von Wirtschaftsgütern steht, dem Aufsuchen oder der Gewinnung von Bodenschätzen gilt oder Entwicklungshilfe geleistet wird.